# Parque Nacional de Tazekka
O Parque Nacional de Tazekka, por vezes também grafado Tazzeka é uma área protegida situada no nordeste de Marrocos, na parte mais setentrional da cordilheira do Médio Atlas, a sudoeste da cidade de Taza. Foi criado em 11 de julho de 1950 com o objetivo inicial de proteger o património florestal e ambiental, representado principalmente pelas florestas de cedro-do-atlas, e os recursos naturais do maciço do Jbel Tazekka, o qual alimenta o sistema hidrológico da região de Taza.

## Descrição
O parque localiza-se na região de Tazekka, uma área referenciada em guias turísticos pela sua beleza natural, e pelas suas formações geológicas, como algares, remoinhos, cursos de água subterrâneos, ressurgências de água, cascatas, grutas, desfiladeiros, grandes extensões de terrenos rochosos calcários e de florestas, o circo de Tazekka e pelas vistas das montanhas do Médio Atlas e do Rife e do chamado corredor de Taza, a planície relativamente estreita que separa essas cordilheiras.
As paisagens são variadas e características. O cume do Jbel Tazekka, que se ergue a 1 980 m de altitude, 1 400 m acima das zonas vizinhas, constitui o núcleo central do parque. Situa-se 21 km em linha reta de Taza, a sudoeste (46 km por estrada). Está rodeado por florestas naturais de cedro-do-atlas e do cimo avistam-se as montanhas húmidas e arborizadas do Médio Atlas que contrastam com as do Rife, a norte, mais áridas e desnudadas.
O cume isolado do Jbel Tazekka atua como um condensador de humidade atmosférica e por isso está coberto de nuvens mais frequentemente que as montanhas mais elevadas situadas a sul. As precipitações médias anuais na montanha atingem os 1 800 mm, para as quais contribuem grandes quedas de neve no inverno, mas variam muito conforme a zona, oscilando entre  430 mm em Maghraoua, a leste e 1 270 mm em Bab Bou Idir.
Em média, há neve cerca de 30 dias por ano, entre outubro e abril e chega a cobrir praticamente toda a área do parque. Os verões são amenos, em contraste com os invernos muito rigorosos. Durante o inverno os ventos dominantes sopram de oeste e são húmidos, descarregando a sua humidade principalmente nas partes mais altas do parque. No verão, os ventos sopram principalmente de leste e são quentes e secos.
O maciço de Tazekka encontra-se isolado a cerca de 30 km a norte da cadeia principal do Médio Atlas e é constituído por um núcleo de rochas antigas e resistentes, sobre o qual parece assentar e ser moldada a zona montanhosa muito irregular da região a sul de Taza. No cume convergem numerosos tergos, o principal orientado segundo norte-sul, separados por vales profundos e agrestes. O relevo caracteriza-se por encostas íngremes, cumes muito escarpados, vales estreitos e muito profundos, sobretudo na parte ocidental. No entanto, na parte plana, calcária, o relevo é muito mais suave e o fenómeno de "carstificação" é muito acentuado, evidenciados pela existência de  numerosos algares e grutas na parte oriental. Quase toda a área do parque faz parte da bacia hidrográfica do uede Inaouène, afluente do Cebu, um dos maiores rios de Marrocos.

## Biodiversidade

### Flora
A flora do parque pertence ao domínio atlântico-mediterrânico e é constituída por três tipos de elementos: mediterrânicos, que são largamente predominantes, atlânticos e holoárticos. Os poucos endemismos são caracterizados particularmente pelas seguintes espécies: Adenocarpus intermedius var. tazekkensis, Convolvulus dryadum var. tazekkensis, Prunus avium var. tazekkensis, Jasione humulis var. cedretorum e  Trifolium isodon var. maroccanum.
Embora apresente características comuns com outras regiões florísticas de Marrocos, o maciço de Tazekka tem semelhanças principalmente com o Rife e a península tingitana (de Tânger), pelo que se é classificada como fazendo parte da região florística do Rife.
Conhecem-se cerca de 506 espécies de plantas vasculares no parque, repartidas em 305 géneros e 70 famílias. Essas espécies constituem aproximadamente 12% do total de espécies vegetais de Marrocos, 33% dos géneros e 56% das famílias. Entre as espécies arbóreas florestais, destaca-se o cedro-do-atlas (Cedrus atlantica), que forma o ecossistema mais notável da parte central do parque. Nas encostas de alguns vales encontra-se o carvalho-português (Quercus faginea). O sobreiro (Quercus suber) ocupa todos substratos ácidos abaixo dos cedros e dos carvalhos e é explorado para extrair cortiça de alta qualidade. A zona calcária da parte meridional do parque está coberta de azinheira (Quercus rotundifolia).
Outras espécies de árvores abundantes no parque são o carrasco (Quercus coccifera) e tuia-da-argélia ou cipreste-do-atlas (Tetraclinis articulata). Esta encontra-se sobretudo na zona de Ras El Ma, junto à entrada do parque. Há ainda cedro-de-espanha (Juniperus oxycedrus), misturado com as espécies anteriores, choupo-branco (Populus alba), teixo (Taxus baccata), alfarrobeira (Ceratonia siliqua), freixos (Fraxinus xanthoxyloides e Fraxinus angustifolia), oliveira-brava (Olea oleaster) e muitas outras espécies. A riqueza da flora contribui para o pitoresco das paisagens do parque, e entre os meses de maio e julho, a época da floração, há grandes áreas que fazem lembrar tapetes multicolores.

### Fauna
A diversidade dos ecossistemas florestais do parque constituem habitats ricos e variados para diversas espécies de animais.
O grande orgulho dos responsáveis do parque são os veados-vermelhos do Norte de África (cervo-da-barbaria, Cervus elaphus barbarus), reintroduzidos em 1994 depois de terem praticamente sido extintos devido à caça e à diminuição e degradação dos habitats. A área de Tazekka é um dos habitats prediletos desse cervídeo que ao contrário de outros locais, não foi cruzado com os seus congéneres europeus e a sua raça é preservada pura. O biótopo específico da espécie é o maquis e os montados, azinhais e matas de carvalho-das-canárias.
Os mamíferos estão representados pelo javali (Sus scrofa barbarus), que se encontra nos maciços arborizados do parque, o porco-espinho norte-africano (Hystrix cristata), lontra-europeia (Lutra lutra), gineta (Genetta genetta), lebre-do-cabo (Lepus capensis), coelho-europeu (Oryctolagus cuniculus), oriço-da-argélia (Atelerix algirus), morcegos das espécies Rhinolophus ferrumequinum e Rhinolophus hipposideros, esquilo-da-barbaria (Atlantoxerus getulus), chacal-dourado (Canis aureus) e raposa-vermelha (Vulpes vulpes).
No passado, viviam na região leopardos (Panthera pardus), hienas-riscadas (Hyaena hyaena) e o caracal (lince-do-deserto; Caracal caracal).
Há diversas espécies de aves de rapina, nomeadamente o abutre-do-egito (Neophron percnopterus), águia-cobreira (Circaetus gallicus), águia-de-bonelli (Hieraaetus fasciatus), falcão-peregrino (Falco peregrinus) e mocho-galego (Athene noctua). A perdiz Alectoris barbara vive nos matagais dos azinhais, e como a codorniz-comum (Coturnix coturnix) e a rola-comum (streptopelia turtur), visitam anualmente o parque.
Entre as espécies que nidificam regularmente na região podem citar-se o andorinhão-real (Apus melba), o rolieiro-europeu (Coracias garrulus) e o pica-pau-verde (Picus viridis). Os passeriformes são muito numerosos e são representados por muitas espécies, nomeadamente o bulbul Pycnonotus barbarus, toutinegra-de-cabeça-preta (Sylvia melanocephala), pisco-de-peito-ruivo (Erithacus rubecula), chapim-azul (Parus caeruleus), tentilhão (Fringilla coelebs africana) e gaio-comum (Garrulus glandarius).
Nos ambientes florestais e rupestres, os anfíbios e répteis estão representados por 28 espécies. Há 3 espécies de répteis endémicas de Marrocos: a lagartixa Psammodromus microdactylus, o lagarto (Hyalosaurus koellikeri) e a cobra-cega Blanus tingitanus.
Entre os anfíbios endémicos de Marrocos encontra-se a Salamandra algira e o anuro Alytes maurus.

## Atrações turísticas
As áreas mais célebres do parque são acessíveis de carro, mas a caminhada é uma atividades popular, existindo sete percursos demarcados, que cobrem a parte este-sudeste, sul e sudoeste do parque e que incluem a subida ao Jbel Tazekka.

### Cascatas de Ras-el-Ma
Também chamadas Cascatas de Ras-el-Oued, estão situadas à beira duma estrada que segue a beira dum precipício, estas cascatas e são abundantes de novembro a maio. São alimentadas por uma resurgência das águas absorvidas pelos terrenos calcários em volta cobertos de freixos, cerejeiras e oliveiras. Continuando a subir pela mesma estrada, atravessa-se uma paisagem rochosa salpicada de oliveiras e azinheiras, com belas vistas sobre Taza e arredores.

### Daïa Chiker
A vasta depressão cerealífera chamada Dayat Chiker contrasta com as encostas arborizadas e escarpas calcárias das vizinhanças.
A Daïa Chiker propriamente dita é um lago situado no centro duma polje ou grande dolina, cuja existência está ligada a uma rede de águas subterrâneas. O nível do lago varia conforme as estações, ao sabor das oscilações dos níveis dos lençóis freáticos que o alimentam. O setor oriental da depressão, é rico em cavidades calcárias subterrâneas de vários tipos, como poços naturais, algares, grutas, fruto do efeito da água ao longo dos milhões de anos da história geológica da região.
Na borda nordeste da polje encontra-se entrada para as grutas do Chiker, coberta por uma casa de cantoneiros. As grutas estão vedadas ao público e são constituídas por um enorme poço natural (ou algar) com 70 metros de profundidade que comunica com várias cavernas onde corre um rio subterrâneo com cerca de 5 km de extensão.
Na extremidade sudoeste da Daïa Chiker encontra-se Bab-Bou-Idir (ou Bab-Boudir), o centro turístico do parque, interessante também pela sua arquitetura tradicional. Para noroeste estende-se o grande vale do uádi Lakhal, com os seus oásis arborizados e os seus douars (aldeias), com arquitetura tradicional e socalcos cultivados, contribui para o charme do parque.

### Algar do Friouato
O algar ou gruta de Friouato (em francês: Gouffre du Friouato) situa-se no Jbel Messaoud, alguns quilómetros a norroeste da Daïa Chiker e a 3 km das grutas do Chiker. A sua entrada é um poço com 20 a 40 metros de diâmetro e 125 metros de profundidade. Foi explorado pela primeira vez pelo eminente espeleólogo Norbert Casteret (1897–1987) e pela sua mulher Elisabeth em 1934.
| “ | O algar do Friouato revela-nos a surpresa duma descida relativamente fácil num abismo que na nossa opinião é o mais belo que se pode contemplar, pois tem um diâmetro considerável e nele reina até a esta profundidade uma penumbra estranha de efeito verdadeiramente impressionante. O efeito de profundidade é dessa forma esmagador e uma pessoa sente-se infinitamente pequena no sopé das suas muralhas ciclópicas. | ” |
|   | — Norbert Casteret. |   |

 As explorações de Casteret e posteriormente de espeleólogos locais originaram a descoberta de uma grande "sala" com 70 metros de comprimento no fundo do poço, chamada "sala Lixi", um cone de derrocada cujo solo está pejado de rochas de derrocada cobertas de musgo. A grande "sala" dá a acesso a várias "salas" com impressionantes formações de estalactites e estalagmites e curiosas concreções em forma de tecido. Por baixo existem galerias horizontais, as mais profundas a 180 m de profundidade e relação à entrada. Diz-se ser a gruta mais profunda do Norte de África.
O acesso do público é feito por um túnel oblíquo escavado na encosta da montanha construído em 1950, que alcança o poço natural de entrada a cerca de 45 metros da base. O túnel termina numa pequena varanda natural de onde se tem uma vista impressionante. Em cima, a luz inunda a abertura da cratera e projeta reflexos nas paredes do abismo, que acentuam o efeito feérico da decoração natural produzida pela diversidade de rochas e cores.

### Jbel Tazekka e gargantas do Zireg
O cume do Jbel Tazekka é acessível de carro através duma pista durante os meses mais secos, embora haja alguns troços muito perigosos. A vista do cimo estende-se desde as montanhas do Rife, a norte, até aos cumes do Bou Iblane, a segunda montanha mais alta do Médio Atlas (3 174 m), a sul e sudeste. Alegadamente o maciço do Bou Iblane é a região de Marrocos em que a neve perdura durante mais tempo nos meses mais quentes, havendo anos em que não chega a desaparecer completamente. A nordeste avista-se a cidade de Taza, que ocupa um oásis verdejante rodeado pela paisagem semiárida e da depressão de Fez-Taza, também chamada corredor de Taza, que separa o Médio Atlas do Rife e se estende para oeste, em direção a Fez.
A oeste do Jbel Tazekka estende-se o vale profundo e ladeado de altas falésias vermelhas do oued Zireg, que corre para norte, em direção ao oued Inaouêne, o qual corre mais ou menos paralelamente ao limite norte do parque.